# Titica
Titica bürgerlich Teca Miguel Garcia (* in Luanda) ist eine angolanische Musikerin und Tänzerin, die eine angolanische Form des Rap und Techno präsentiert, die Kuduro genannt wird. Titica ist transgeschlechtlich. 2011 wurde sie zum best kuduro artist of 2011 gewählt.

## Karriere
Titica startete ihre Karriere als Tänzerin und Backgroundsängerin der Künstler Noite e Dia, Propria Lixa und Puto Portugues. Im Oktober  2011 nahm sie ihren ersten eigenen Song namens Chão auf, der schnell zum Hit avancierte, sowohl in Angola als auch in der angolanischen Diaspora.